# Pelargoderus vittatus
Pelargoderus vittatus là một loài bọ cánh cứng trong họ Cerambycidae.